# Det kan ikke ske her
Det kan ikke ske her (engelsk: It Can't Happen Here) er en fremtidsroman fra 1935 af Sinclair Lewis. Den udkom i 1936 på dansk med titlen Det sker ikke herhjemme, og den er i 2018 genudgivet med titlen Det kan ikke ske her. Fortælleren i romanen, en redaktør ved navn Doremus Jessup, frygter at præsidentkandidaten Buzz Windrip bliver valgt til præsident ved præsidentvalget i november 1936. Windrip har et program på femten punkter, hvor han blandt andet vil fratage den sorte del af befolkningen stemmeretten, investere i militær teknologi og kræver, at kommunister anklages for højforræderi. Et væsentligt punkt er hans agitation for, at jøderne er skyld i den økonomiske depression, der fulgte Børskrakket i 1929.
I 2017 blev bogen efter valget af Donald Trump til amerikansk præsident udsolgt på en uge. The Guardian omtalte bogen som "romanen, der forudså Donald Trump."